# Las Horquetas (Güer Aike)
Pour les articles homonymes, voir Las Horquetas.
Las Horquetas est une localité rurale argentine située dans le département de Güer Aike, dans la province de Santa Cruz. Elle est située sur la route provinciale 5, sur les rives de la branche sud du río Coig, près de la confluence avec la branche nord,.
Situé à 70 km de Río Gallegos, elle possède une auberge, un camping, un bar et un téléphone public.

## Toponymie
Son nom est dû à la séparation du río Coyle qui se trouve à quelques kilomètres du site, dans un endroit où la pêche est pratiquée (on peut obtenir des truites arc-en-ciel et des truites).